# Gene Roddenberry
Eugene Wesley »Gene« Roddenberry, ameriški scenarist in televizijski producent, * 19. avgust 1921, El Paso, Teksas, ZDA, † 24. oktober 1991, Santa Monica, Kalifornija, ZDA.
Roddenberry je najbolj znan kot tvorec Zvezdnih stez (Star Trek), ameriške znanstvenofantastične televizijske nanizanke, ki je imela velik vpliv na popularno kulturo. Včasih Roddenberryja zaradi njegove ustanovitvene vloge pri Zvezdnih stezah imenujejo »Veliki galaktični ptič« (Great Bird of the Galaxy). Bil je med prvimi ljudmi, katerega ostanke so pokopali v vesoljskem prostoru.
Roddenberry je med drugo svetovno vojno letel na 89 bojnih misijah kot pilot, po vojni pa je delal kot komercialni pilot. Kasneje se je pridružil policijski upravi Los Angelesa, kjer je začel pisati tudi scenarije za televizijo.
Kot samostojni pisatelj je napisal scenarij za Highway Patrol, Have Gun – Will Travel in kasneje tudi druge serije, vse preden je pisal in produciral svojo serijo The Lieutenant. Leta 1964 je napisal Star Trek, ki je izšla leta 1966 in bila ukinjena tri leta pozneje. Nato je sodeloval pri drugih projektih, vključno z vrsto neuspešnih televizijskih pilotov. Sindikacija Star Treka je privedla do vedno večje priljubljenosti; to pa je privedlo do celovečernih filmov Star Treka, katere je Roddenberry še naprej produciral in svetoval. Leta 1987 se je nadaljevalna serija Star Trek: The Next Generation začela predvajati po televiziji, katero je produciral do svoje smrti leta 1991.

## Zgodnje življenje in kariera
Gene Roddenberry se je rodil 19. avgusta 1921, v najetem stanovanju v El Pasu v Teksasu. Bil je prvi otrok Eugena Edwarda Roddenberryja in Caroline Roddenberry. Družina se je leta 1923 preselila v Los Angeles. V otroštvu je Gene veliko bral. Bil je ljubitelj zgodb kot so John Carter z Marsa, Tarzan in serije E. E. Smitha, Skylark. Diplomiral je iz policijske znanosti na mestni univerzi v Los Angelesu. Tam je tudi začel hoditi z Eileen-Anito Rexroat, s katero se je 13. junija 1942 tudi poročil. Zanimati se je začel tudi za letalsko tehniko. Pilotsko licenco je pridobil prek programa civilnega pilotskega usposabljanja, ki ga je sponzorirala ameriška vojska. 18. decembra 1941 se je prijavil v zborovanje zračnih sil ameriške vojske in 5. avgusta 1942 diplomiral. Napotili so ga na Bellows Field, v Oahu, da bi se pridružil tristo štiriindevetdeseti bombni eskadrilji trinajste zračne sile, ki je letela z letečo trdnjavo Boeing B-17. Roddenberry je preostanek svoje vojaške kariere preživel v ZDA in kot preiskovalec letalskih nesreč letel po vsej državi. Udeležen je bil še ene letalske nesreče, tokrat kot potnik. Nagrajen je bil z uglednim letečim križem in zračno medaljo. Leta 1945 je začel pilotirati za svetovno Pan ameriško letalsko združbo. 18. junija 1947 je v New Jerseyju doživel že tretjo letalsko nesrečo. Letalo se je spustilo v Sirsko puščavo in Roddenberry je kot vodilni letalski častnik prevzel nadzor nad njim. V nesreči je umrlo 14 ljudi. 15. maja 1948 je izstopil iz Pan ameriške letalske zveze in se odločil nadaljevati svoje sanje o pisanju, zlasti za nov televizijski medij. Roddenberry se je 10. januarja prijavil za službo na policijskem oddelku v Los Angelesu. Kasneje je bil premeščen v časopisno enoto. To je postal oddelek za javno obveščanje, Roddenberry pa glavni pisatelj govorov. Postal je tehnični svetovalec za novo televizijsko različico Mr. District Attorney, kar ga je peljalo do tega, da je za oddajo pisal pod svojim psevdonimom »Robert Wesley«. Začel je sodelovati z Ziv Television Programs, nadaljeval pa je tudi s prodajanjem scenarijev za Mr. District Attorney. V začetku leta 1956 je prodal dve zgodbi za knjigo I Led Three Lives in ugotovil je, da postaja vse težje biti pisatelj in policist. 7. junija 1956 je izstopil iz policije, da bi se osredotočil na svojo pisateljsko kariero.

## Producentska kariera
Leta 1985 je postal prvi televizijski pisec in producent z zvezdo na Hollywood Walk of Fame, pozneje pa je bil sprejet tako v Science Fiction Hall of Fame in Academy of Television Arts & Sciences Hall of Fame. Priljubljenost vesolja in filmov Star Trek je navdihnila avtorje filmov, knjig, strip, video igric in navijaških filmov, postavljene v tem vesolju.
Ko je Roddenberry predstvail Star Trek MGM-ju, nobena ponudba ni bila podana. Nato je odšel v Desilu Productions, a namesto da bi mu ponudili dogovor z enim scenarijem, so ga najeli za producenta in mu dovolili, da dela pri svojih projektih. Njegov prvi polurni pilot (prva epizoda) je bil z imenom Police Story, ki ga omrežja niso sprejela. Ker v petih letih ni prodal pilota, je imel Desilu finančne težave, saj je bil njen edini uspeh I Love Lucy. Roddenberry je idejo o Star Treku izpeljal skupaj z Oscarjem Katzom, vodjo programov, in duo je takoj začel delati na načrtu prodaje serije omrežjem. Roddenberryja so privedli na CBS. Skupaj s Katzom sta njuno idejo predala Mortu Wernerju, ki je delal pri NBC. Mreža je financirala tri zgodbe in izbrala "The Menagerie", ki je bil pozneje znan kot "The Cage", da bi iz nje naredili pilota. Večino stroškov je plačal NBC, preostalo pa je pokril Desilu. Roddenberry je za pomočnico najel Dorothy Fontano, bolj znano kot D. C. Fontana. Pred tem sta že sodelovala pri The Lieutenant in napisala že osem scenarijev
24. maja je začela nastajati prva epizoda serije Star Trek. Prva epizoda, ki se je predvajala na NBC, je bila "The Man Trap", 8. septembra 1966.
Ko se je druga sezona bližala koncu, se je Roddenberry znova soočil z grožnjo odpovedi. Za pomoč je zaprosil Asimova in celo spodbujal protestni pohod pod vodstvom študentov na NBC. 8. januarja 1968 je v studio stopilo tisoč učencev iz 20 različnih šol po vsej državi. Roddenberry je začel komunicirati z oboževalcem Star Treka Bjojem Trimblejem, ki je vodil kampanjo za pisanje oboževalcev za reševanje serije. Omrežje je na teden prejelo približno 6000 pisem oboževalcev, ki so vložili prošnjo za obnovo serije.1. marca 1968 je NBC po koncu "Omega Glory" v Ether objavil, da se Star Trek vrača s še tretjo sezono, vendar je le ta imela preslabo gledanost, da bi nadaljevali s snemanjem.
Po desetih letih po ukinitvi je dobil pravice do lastnega ustvarjanja. Začel je pisati scenarije za novo serijo z imenom Star Trek Phase II, vendar ni dobil dovolj denarja za ta projekt. Ta se je razvil v Star Trek Motion Picture. Roddenberry je dosgel velik uspeh s Star Trek: The Wrath of Khan, ki je zdaj kulturna klasika. Leta 1990 je izšel zadnji Star Trek film, ki ga je produciral Roddenberry. Filmi so bili akcijski in se niso posvetili filozoskim misli, kar je razočaralo veliko oboževalcev.
Sam ni začel producirati Star Trek, The Next Generation, vendar ga je kasneje CBS najel za to serijo. Kmalu po koncu prve sezone je nehal sodelovati zaradi problemov z zdravjem.

## Osebno življenje
Že ko je bil na mestni univerzi v Los Angelesu je začel hoditi z Eileen-Anito Rexreat. Skupaj sta imela dva otroka, Darleen Anito in Dawna Allisona. Znano je da naj bi v času, ko je bil na policijskem oddelku v Los Angelesu, imel afere s tamkajšnjimi tajnicami. Pred svojim delom na Star Trek-u je začel zvezi z Nichelle Nichols in Majel Barrett. Nichols je o njuni zvezi pisala šele v svoji avtobiografiji Beyond Uhura po Roddenberryjevi smrti. Roddenberry je želel ostati v odprtih odnosih z obema ženskama vendar je Nichols, ko je priznal Barrettino vdanost do njega končala afero, saj ni želela biti druga ženska, druge ženske. Z Barrett sta imela skupno stanovanje do uvodnih tednov Star Treka. Roddenberry je imel v načrtu, da se bo ločil od Eileen, a je to idejo za nekaj časa odložil. Bal se je namreč da ne bo imel dovolj časa, da bi se lotil tako ločitve, kot tudi nove sezone Star Treka. Družinski dom je zapustil 9. avgusta 1968, dva tedna po poroki hčere Darleen. Leta 1969 je iskal lokacije za šov na Japonskem. Tam se je z Barrett poročil. Roddenberry in Barrett sta februarja 1974 dobila sina »Eugena mlajšega«, znanega kot Rod Roddenberry. Od leta 1975 pa do svoje smrti je Roddenberry ohranil zunajzakonski odnos s svojo poslovno partnerko, Susan Sackett.

## Verski pogled
Roddenberry je bil vzgojen za južnega krstnika, vendar je kot odrasel zavračal religijo in se imel za humanista. O religiji se je začel spraševati okrog štirinajstega leta in prišel do zaključka, da je to nesmisel. Kot otrok je hodil k cerkvenemu pevskemu zboru v lokalni cerkvi, a je med petjem samospevov pogosto zamenjaval besedila. Nekaj let si je dopisoval z Johnom M. Gunnom iz nacionalnega cerkvenega sveta glede uporabe krščanskih naukov, v televizijskih serijah. Gunn pa je nehal odgovarjati, ko je Roddenberry v pismu zapisal: »Toda razumeti morate, da sem popoln pogan in uživam ogromno količino kruha, saj sem odkril, da so besede lahko bolj začinjene kot hrana. Tako me zanima koliko izjava lahko doprinese Roddenberryjevemu imetju.« Pred smrtjo je rekel, da kljub ateističnim pogledom vseeno verjame v neke vrste boga. Roddenberry je bil kritičen tudi do tega, kako javnost gleda na določene religije. Po mnenju Ronalda D. Mooreja je Roddenberry začutil, da bodo sodobne zemeljske religije izginile do 23. stoletja. Brannon Braga je rekel, da je Roddenberry piscem Star Treka in Star Trek: The Next Generation dal vedeti, da religija, vraževerje in mistično razmišljanje ne bodo vključeni v serijo. Že omemba poroke v scenariju zgodnje epizode The Next generation je povzročila, da je Roddenberry kaznoval pisce.

## Zdravje, zavrnitev in smrt
Konec osemdesetih let so Roddenberryja verjetno prizadeli prvi znaki cerebralno-žilnih bolezni in encefalopatije zaradi dolgoletne rekreacijske uporabe zakonitih in prepovedanih drog, vključno z alkoholom, metakvalonom, metilfenidatom, deksamilom in kokainom (ki ga je je redno uporabljal od produkcije Star Trek: The Motion Picture). Skozi večino svoje kariere je rutinsko uporabljal poživila, zlasti amfetamine, da bi skozi noč delal na scenarijih. To je peljalo do različnih zdravstvenih težav. Po možganski kapi, zaradi katere je kasneje moral uporabljati invalidski voziček, se je njegovo zdravje samo še poslabševalo. Po še eni kapi je imel paralizirano desno roko. To mu je povzročalo nenehne bolečine, zaradi propadanja mišic. Poleg tega se mu je poslabšal vid v desnem očesu in pogovarjanje v celih stavkih mu je postalo težko. 24. oktobra naj bi se udeležil sestanka s svojim zdravnikom, dr. Ronaldom Richom, v Santa Monici v Kaliforniji. V stavbo je vstopil s svojim osebjem in z dvigalom potoval proti devetemu nadstropju. Ko so prišli do petega nadstropja, se je začel boriti za sapo. Odpeljali so ga v zdravniško ordinacijo, kjer je bil priklopljen na kisik. Poklicali so tudi Barrett. Dobil je srčno-pljučno zaporo in kmalu za tem umrl v ordinaciji. Poskusili so z oživljanje, a je bilo tudi to brez učinka. V zdravstvenem centru Santa Monica je bil kasneje razglašen za mrtvega. Njegov javni pogreb je bil 1. novembra 1991. Udeležilo se ga je več kot 300 ljubiteljev Star Treka. Nichelle Nichols je na slovesnosti pela 2-krat, najprej "Yesterday" in nato avtorsko pesem, z naslovom "Gene". Za obe pesmi jo je prosila Barrett. Pri spominskem obeležju je govorilo več ljudi, med njimi: Ray Bradbury, Whoopi Goldberg, Christopher Knopf, E. Jack Neuman in Patrick Stewart.Po pogrebu so predvajali Roddenberryjevo posneto sporočilo. Približno pol ure kasneje je sledila še letalska slovesnost. Po njegovi smrti je serija Star Trek: The Next Generation predvajala dvodelno epizodo pete sezone, imenovano "Združevanje", v kateri je bilo posvetilo Roddenberryju. Roddenberry je v oporoki večino svojega imetja (30 milijonov ameriških dolarjev) zapustil Barrett. Denar je pustil tudi svojim otrokom in prvi ženi Eileen.

## Polet v vesolje
Leta 1992 je bilo nekaj Roddenberryjevega pepela poslanega v vesolje in pripeljanega nazaj na Zemljo, z vesoljsko odpravo: Space Shuttle Columbia mission. Enaindvajsetega aprila 1997 je bilo vesoljsko plovilo s sedmimi grami Roddenberryjevih posmrtnih ostankov izstreljeno v Zemljino orbito. Dvajsetega maja je plovilo iztirilo iz orbite in razpadlo v ozračju. Leta 2009 je bil načrtovan še en polet, ki naj bi odnesel nekaj Roddenberryjevega in Barrettinega pepela v globoko vesolje. Izstreljen naj bi bil leta 2016 in vseboval še pepel nekaterih drugih ljudi.

## Najbolj znane filozofske misli
Gene Roddenberry je zelo rad filozofiral znotraj svojih serij. Najbolj filozofska serija, ki jo je ustvaril je Star Trek. Njegov najbolj znan izrek je "Potrebe večine so pomembnejše od potreb manjšine". Roddenberry je s tem trdil kar dobesedno, zakaj bi škodoval večini s tem, da bi olajšal manjšino. Ta izrek se je v pravem življenju velikokrat uporabi pri kakšnih krivicah, najbolj znan primer uporabe je pa, ko je Leonard Nimoy kritiziral diktatorja Iraka Saddama Husseina, ki je predstavljal manjšino in zatiral večino.
V Star Treku so poleg tega izreka znane še podobne filozofske ideje. Ena izmed teh idej je tako v seriji poimenovan Prime Directive, ki pravi, da se razvite civilizacije ne smejo vtikati v razvoj manj razvitih, dokler ne dosežejo nekege stopnje razvoja. Najbolj znani primeri incidentov, ko se je vzpostavil kontakt z nerazvitimi civilizacijami, so kontakt z Indijanci in posameznimi majhnimi družbami po svetu. To se je večinoma končalo s skorajšnjim izumrtjem manj razvite civilizacije, zaradi tega se zdaj ne uspostavlja kontakt s številnimi nerazvitimi družbami, ki živijo skoraj povsod po svetu.
Roddenberry je razpravljal tudi o tem kaj je človek oz. inteligentno življenje. Ta ideja se je pojavila v veliko epizodah, vendar najbolj znana izhaja iz serije Star trek: The Next Generation v epizodi Measures of Man, v kateri razglabljajo ali je tehnologija človek ali ni. Roddenberry je določil tri faktorje in sicer: inteligenca, ki se meri po tem, kakšne komplicirane stvari lahko izvaja nek objekt, poleg tega mora imeti zmožnost učenja in prilagajanja na različna okolja. Drugi faktor je samo zavedanje, ki se meri po tem, da veš, da obstajaš in kaj tvoja dejanja pomenijo. Da veš, da ti si neka oseba, ki ima ego. Zadnji faktor je zavest, ki se določa s tem, ali se nek objekt sam lahko odloča in tvori svoja mnenja o preteklih dejanjih in dogodkih.
Z različnimi ostalimi civilizacijami je predstavil različne poti razvoja glede na sledenje neki filozofski misli. Tukaj je izpostavil, da čemer koli neka civilizacija sledi je vedno nora na napredek in da bo naredila vse, da se bo izboljšala. Najbolj znan primer znotraj serije so Borg, ki se vedno hočejo izboljšati in bi uničili vsako civilizacijo, da bi lahko izvedeli o njihovi civilizaciji in tehnologiji. V pravem življenju je veliko takih primerov, ko je neka država vohunila za drugo in zbirala podatke o njihovi tehnologiji.

## Spomin nanj
Gene Roddenberry je bil prvi režiser, ki je dobil zvezdo na Hollywood Walk of Fame. Zaradi njega je tudi nastal Star Wars, Babylon 5 in Battlestar Galactica. Po smrti so našli njegove zapiske in ideje za nove serije. Večina idej se je osredotočala na Star Trek. Tudi njegove druge ideje so se realizirale v Genesis in Andromedo. Star Trek se je nadaljeval 20 let pozneje s Star Trek: Discovery in Star Trek: Picard.

## Filmska dela
- NBC.1966.Star Trek.[serija].(citirano 29. 12. 2020)
- CBS.1989.Star Trek: The Next Generation.[serija].(citirano 29. 12. 2020)
- CBS.1993.Star Trek: Deep Space Nine.[serija].(citirano 29. 12. 2020)
- Paramount.1979.Star Trek: The Motion Picture.[film].(citirano 29. 12. 2020)
- Paramount.1982.Star Trek II: The Wrath of Khan.[film].(citirano 29. 12. 2020)
- Paramount.1984.Star Trek III: The Search for Spock.[film].(citirano 29. 12. 2020)
- Paramount.1986.Star Trek IV: The Voyage Home.[film].(citirano 29. 12. 2020)
- Paramount.1989.Star Trek V: The Final Frointier.[film].(citirano 29. 12. 2020)
- Paramount.1991.Star Trek VI: The Undiscovered Country.[film].(citirano 29. 12. 2020)
- Paramount.1994.Star Trek VII: Generations.[film].(citirano 29. 12. 2020)